# شانزدهمین دوره جشن حافظ
شانزدهمین مراسم سینمایی تلویزیونی دنیای تصویر (جشن حافظ) در تاریخ ۲ مرداد سال ۱۳۹۵ در تالار وزارت کشور تهران برگزار شد. در این دوره فیلم‌های اکران شده در ابتدا تا پایان سال ۱۳۹۴ و همچنین سریال‌های پخش‌شده در شبکه‌های تلویزیونی و شبکه نمایش خانگی از نوروز ۱۳۹۴ تا پایان نوروز ۱۳۹۵ مورد بررسی قرار گرفته‌اند.
در این دوره، جایز‌ه‌ای تحت عنوان نشان عباس کیارستمی نیز در بخش سینمایی اضافه شد و به برگزیندگان فیلم اول، این جایزه اهدا میشود. 
بهترین فیلم و بهترین مجموعه تلویزیونی این دوره به ترتیب ابد و یک روز و شهرزاد بودند.

## برندگان اصلی
برندگان جایزه در سطر نخست فهرست، به صورت بزرگ نوشته می‌شوند و با یک ستاره (*) نشان داده می‌شوند.

### بخش سینمایی
| بهترین فیلم - ابد و یک روز – سعید ملکان* - چهارشنبه ۱۹ اردیبهشت – محمدحسین لطیفی و وحید جلیلوند - دوران عاشقی – علیرضا رئیسیان - کوچه بی‌نام – منصور لشگری قوچانی - نهنگ عنبر – سامان مقدم | بهترین کارگردانی - علیرضا رئیسیان – دوران عاشقی* - ابراهیم حاتمی‌کیا – بادیگارد - مصطفی کیایی – عصر یخبندان - سعید روستایی – ابد و یک روز - هاتف علیمردانی – کوچه بی‌نام - سامان مقدم – نهنگ عنبر |
| بهترین بازیگر مرد - نوید محمدزاده – ابد و یک روز* - فرهاد اصلانی – دوران عاشقی و کوچه بی‌نام* - سعید آقاخانی – خداحافظی طولانی و من دیه‌گو مارادونا هستم - امیر آقایی – چهارشنبه ۱۹ اردیبهشت - سیامک صفری – اعترافات ذهن خطرناک من - رضا عطاران – نهنگ عنبر - جواد عزتی – در مدت معلوم - میلاد کی‌مرام – ۳۶۰ درجه - علی مصفا – در دنیای تو ساعت چند است؟ - پیمان معادی – ابد و یک روز | بهترین بازیگر زن - مهتاب کرامتی – عصر یخبندان* - پریناز ایزدیار – ابد و یک روز* - مهناز افشار – نهنگ عنبر - لیلا حاتمی – دوران عاشقی - باران کوثری – کوچه بی‌نام - سحر دولتشاهی – شکاف و عصر یخبندان - لیلا زارع – شیفت شب - آزاده زارعی – آمین خواهیم گفت - نیکی کریمی – چهارشنبه ۱۹ اردیبهشت - شبنم مقدمی – ابد و یک روز |
| بهترین فیلمنامه - سعید روستایی – ابد و یک روز* - مانی باغبانی و مونا زاهد و سامان مقدم – نهنگ عنبر - وحید جلیلوند و حسین مهکام و علی زرنگار – چهارشنبه ۱۹ اردیبهشت - هاتف علیمردانی – کوچه بی‌نام - شهرام مکری – اشکان، انگشتر متبرک و چند داستان دیگر | بهترین فیلمبرداری - بایرام فضلی – باز هم سیب داری؟ (دیپلم افتخار) - هومن بهمنش – بهمن - علیرضا برازنده – دوران عاشقی - مرتضی غفوری – خداحافظی طولانی |
| بهترین موسیقی متن - کریستف رضاعی – در دنیای تو ساعت چند است؟* - ستار اورکی – دوران عاشقی - امیر توسلی – نهنگ عنبر - بردیا کیارس – بهمن - کارن همایون‌فر – بادیگارد | بهترین دستاورد فنی و هنری - تدوین، «ابد و یک روز» (بهرام دهقانی)* - طراحی صحنه، «در دنیای تو ساعت چند است؟» (ایرج رامین‌فر) - طراحی جلوه‌های ویژه میدانی، «بادیگارد» (محسن روزبهانی و سید هادی اسلامی) - طراحی صحنه و لباس، «جامه‌دران» (بابک کریمی طاری) - طراحی چهره‌پردازی، «نهنگ عنبر و ابد و یک روز» (سعید ملکان) - طراحی چهره‌پردازی، «اعترافات ذهن خطرناک من» (مهرداد میرکیانی) - طراحی صدا، «ابد و یک روز» (صداگذاری: امین میرشکاری، صدابرداری: علیرضا علویان) |
| نشان عباس کیارستمی - شهرام مکری – ماهی و گربه و اشکان، انگشتر متبرک و چند داستان دیگر* | جایزه ویژه هیئت داوران - سامان مقدم – نهنگ عنبر* |

### فیلم‌ها با نامزدی متعدد
| تعداد نامزدی‌ها | فیلم                                  |
| -------------- | ------------------------------------- |
| ۱۰             | ابد و یک روز                          |
| ۷              | نهنگ عنبر                             |
| ۶              | دوران عاشقی                           |
| ۵              | کوچه بی‌نام                            |
| ۴              | چهارشنبه ۱۹ اردیبهشت                  |
| ۳              | بادیگارد                              |
| ۳              | عصر یخبندان                           |
| ۳              | در دنیای تو ساعت چند است؟             |
| ۲              | خداحافظی طولانی                       |
| ۲              | اعترافات ذهن خطرناک من                |
| ۲              | بهمن                                  |
| ۱              | من دیه‌گو مارادونا هستم                |
| ۱              | در مدت معلوم                          |
| ۱              | ۳۶۰ درجه                              |
| ۱              | شکاف                                  |
| ۱              | شیفت شب                               |
| ۱              | آمین خواهیم گفت                       |
| ۱              | اشکان، انگشتر متبرک و چند داستان دیگر |
| ۱              | باز هم سیب داری؟                      |
| ۱              | جامه‌دران                              |

| تعداد جایزه | فیلم                                  |
| ----------- | ------------------------------------- |
| ۵           | ابد و یک روز                          |
| ۲           | دوران عاشقی                           |
| ۱           | کوچه بی‌نام                            |
| ۱           | عصر یخبندان                           |
| ۱           | در دنیای تو ساعت چند است؟             |
| ۱           | ماهی و گربه                           |
| ۱           | اشکان، انگشتر متبرک و چند داستان دیگر |
| ۱           | نهنگ عنبر                             |

### بخش تلویزیونی
| بهترین مجموعه تلویزیونی - شهرزاد – سید محمد امامی* - پایتخت ۴ – الهام غفوری - در حاشیه – حمیدرضا مهدوی - دندون طلا – مهران برومند - کیمیا – محمدرضا شفیعی             | بهترین کارگردانی - حسن فتحی – شهرزاد* - جواد افشار – کیمیا - فریدون جیرانی – تعبیر وارونه یک رویا - سیروس مقدم – میکائیل - داوود میرباقری – دندون طلا                          |
| بهترین فیلمنامه - مسعود بهبهانی‌نیا – کیمیا* - حسن فتحی و نغمه ثمینی – شهرزاد - داوود میرباقری – دندون طلا - سعید نعمت‌الله – میکائیل                                   | بهترین بازیگر مرد درام - استاد علی نصیریان – شهرزاد* - حمیدرضا آذرنگ – دندون طلا - حامد بهداد – دندون طلا - پوریا پورسرخ – کیمیا - کامران تفتی – میکائیل - شهاب حسینی – شهرزاد |
| بهترین بازیگر زن درام - ستاره اسکندری – دندون طلا* - پریناز ایزدیار – شهرزاد - ترانه علیدوستی – شهرزاد - بهنوش طباطبایی – میکائیل - الهام کردا – تعبیر وارونه یک رویا | بهترین بازیگر مرد کمدی - احمد مهران‌فر – پایتخت ۴* - علی اوجی – در حاشیه - سید جواد رضویان – در حاشیه - مهران غفوریان – در حاشیه - مهران مدیری – در حاشیه                       |
| بهترین بازیگر زن کمدی - نسرین نصرتی – پایتخت ۴* - شهین تسلیمی – دردسرهای عظیم ۲ - نگار عابدی – شمعدونی - شبنم فرشادجو – در حاشیه - یکتا ناصر – جاده قدیم              | بهترین چهره تلویزیونی - مهران مدیری – دورهمی* - رامبد جوان – خندوانه - رضا رشیدپور – دید در شب - احسان علیخانی – ماه عسل - عادل فردوسی‌پور – نود                                |

### مجموعه‌ها با نامزدی متعدد
| تعداد نامزدی‌ها | مجموعه               |
| -------------- | -------------------- |
| ۸              | شهرزاد               |
| ۶              | در حاشیه             |
| ۶              | دندون طلا            |
| ۵              | کیمیا                |
| ۴              | میکائیل              |
| ۳              | پایتخت ۴             |
| ۳              | تعبیر وارونه یک رویا |
| ۲              | دردسرهای عظیم ۲      |
| ۱              | شمعدونی              |
| ۱              | جاده قدیم            |
| ۱              | معمای شاه            |
| ۱              | نفس گرم              |

| تعداد جایزه | مجموعه    |
| ----------- | --------- |
| ۳           | شهرزاد    |
| ۲           | پایتخت ۴  |
| ۱           | کیمیا     |
| ۱           | دندون طلا |
| ۱           | معمای شاه |
| ۱           | دورهمی    |

### جوایز دیگر
| یک عمر فعالیت هنری - جمشید هاشم‌پور* | بهترین مستند - آرش لاهوتی – راننده و روباه* - لقمان خالدی – فصل هرس* - مهدی گنجی – من می‌خوام شاه بشم |
| بهترین خواننده تیتراژ فیلم و مجموعه تلویزیونی - سالار عقیلی – معمای شاه* - میثم ابراهیمی – دردسرهای عظیم ۲ - محسن چاووشی و سینا سرلک – شهرزاد - علی زندوکیلی – نفس گرم - رضا یزدانی – تعبیر وارونه یک رویا - علیرضا قربانی – کیمیا | |

## منبع
1. ↑  «شانزدهمین دوره جشن حافظ (سال 1395) - جشن حافظ». ۱۴۰۰-۱۲-۰۲. دریافت‌شده در ۲۰۲۲-۰۳-۱۷.